# El Salvador i olympiska sommarspelen 2004
El Salvador i olympiska sommarspelen 2004 bestod av 7 idrottare som blivit uttagna av El Salvadors olympiska kommitté.

## Bågskytte
Herrar
| Idrottare      | Gren         | Rankningsomgång | Rankningsomgång | 32-delsfinaler            | Sextondelsfinaler    | Åttondelsfinaler     | Kvartsfinaler        | Semifinaler          | Final                | Final            |
| Idrottare      | Gren         | Poäng           | Seed            | Motståndare Resultat      | Motståndare Resultat | Motståndare Resultat | Motståndare Resultat | Motståndare Resultat | Motståndare Resultat | Placering        |
| -------------- | ------------ | --------------- | --------------- | ------------------------- | -------------------- | -------------------- | -------------------- | -------------------- | -------------------- | ---------------- |
| Ricardo Merlos | Individuellt | 630             | 51              | van Alten (NED) L 151-152 | Gick inte vidare     | Gick inte vidare     | Gick inte vidare     | Gick inte vidare     | Gick inte vidare     | Gick inte vidare |

## Cykling

### Landsväg
Damer
| Idrottare     | Gren               | Tid     | Placering |
| ------------- | ------------------ | ------- | --------- |
| Evelyn García | Damernas linjelopp | 3:28:39 | 35        |

### Bana
Förföljelse
| Idrottare     | Gren                 | Kval     | Kval      | Första omgången  | Första omgången  | Final            | Final            |
| Idrottare     | Gren                 | Tid      | Placering | Motståndare Tid  | Placering        | Motståndare Tid  | Placering        |
| ------------- | -------------------- | -------- | --------- | ---------------- | ---------------- | ---------------- | ---------------- |
| Evelyn García | Damernas förföljelse | 3:56.055 | 12        | Gick inte vidare | Gick inte vidare | Gick inte vidare | Gick inte vidare |

## Friidrott
Herrar
Bana, maraton och gång
| Idrottare        | Gren      | Heat     | Heat      | Kvartsfinal | Kvartsfinal | Semifinal        | Semifinal        | Final            | Final            |
| Idrottare        | Gren      | Resultat | Placering | Resultat    | Placering   | Resultat         | Placering        | Resultat         | Placering        |
| ---------------- | --------- | -------- | --------- | ----------- | ----------- | ---------------- | ---------------- | ---------------- | ---------------- |
| Takeshi Fujiwara | 400 meter | 48.46    | 7         | i.u.        | i.u.        | Gick inte vidare | Gick inte vidare | Gick inte vidare | Gick inte vidare |

Damer
Bana, maraton och gång
| Idrottare          | Gren        | Heat     | Heat      | Kvartsfinal | Kvartsfinal | Semifinal | Semifinal | Final            | Final            |
| Idrottare          | Gren        | Resultat | Placering | Resultat    | Placering   | Resultat  | Placering | Resultat         | Placering        |
| ------------------ | ----------- | -------- | --------- | ----------- | ----------- | --------- | --------- | ---------------- | ---------------- |
| Elizabeth Zaragoza | 5 000 meter | DNF      | x         | i.u.        | i.u.        | i.u.      | i.u.      | Gick inte vidare | Gick inte vidare |